# Xã Union, Quận McPherson, Kansas
Xã Union (tiếng Anh: Union Township) là một xã thuộc quận McPherson, tiểu bang Kansas, Hoa Kỳ. Năm 2010, dân số của xã này là 194 người.